# Дженненс, Чарльз
Чарльз Дженненс (англ. Charles Jennens; 1700 — 20 ноября 1773) — английский либреттист

 и меценат.

## Биография

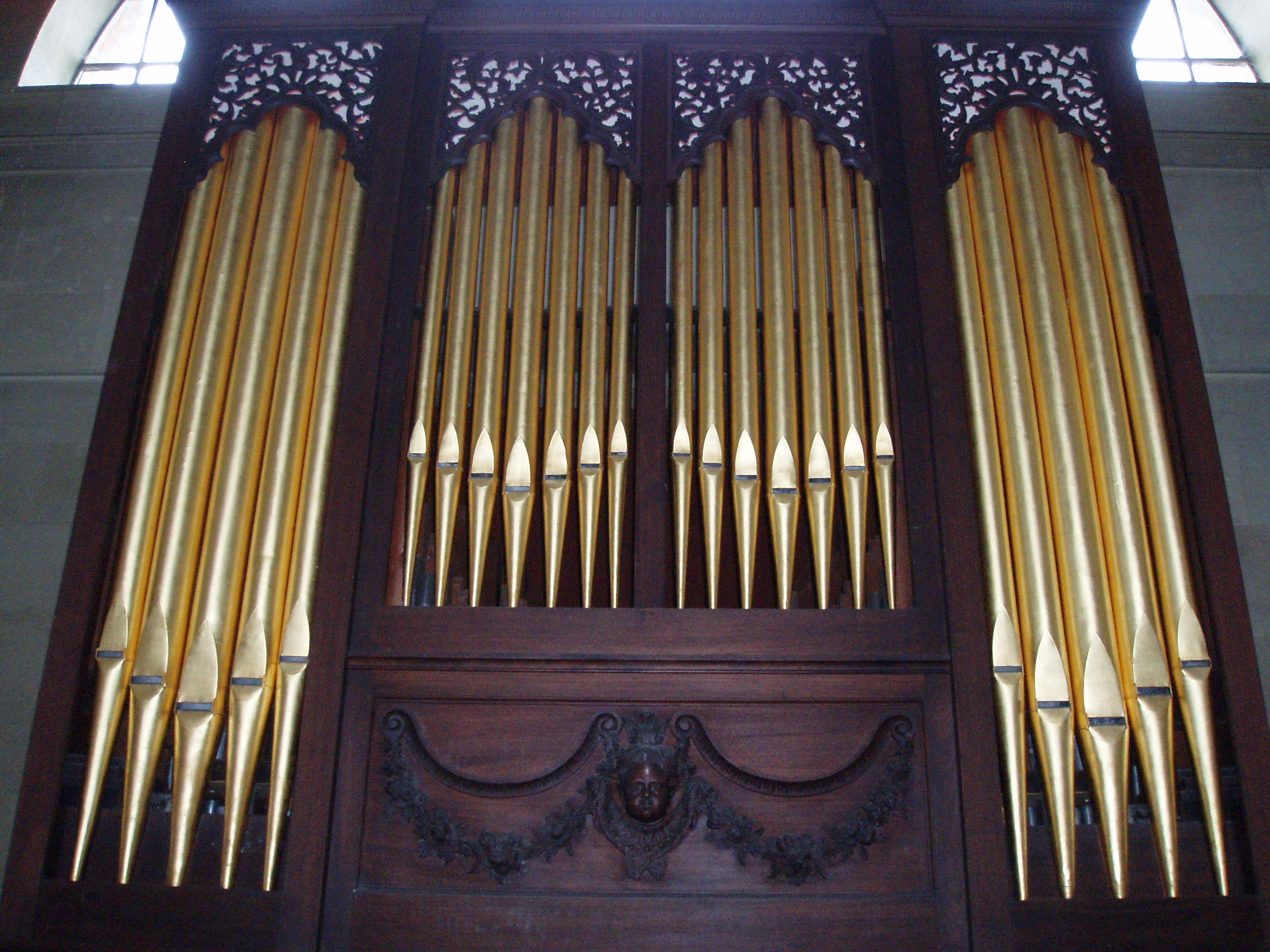
Орган Генделя, ныне находится в церкви св. Джеймса, Грейт Пэкингтон

Сын землевладельца. Его дед управлял несколькими крупными железо- и лесообрабатывающими заводами. Чарльз Вырос в поместье Gopsall Hall, которое было его главной резиденции на протяжении всей жизни.
Образование получил в Баллиол-колледже Оксфорда.
Был неженатым, потомков не имел. Будучи якобитом, не приносил присяга на верность новому королю, поэтому не мог занимать государственные должности и стал поклонником и меценатом искусства.
Ему особенно импонировала музыка Георга Фридриха Генделя и они подружились. Гендель часто навещал его в Gopsall Hall и в 1749 году разработал для него домашний орган. Дженненс заказал портрет Генделя у художника Томаса Хадсона.
Ч. Дженненс стал автором либретто одного из наиболее знаменитых произведений Генделя оратории «Мессия», составленного из фрагментов Библии короля Якова, в нём нет ни одного слова не из Библии.
Ч. Дженненс задумывал произведение, как оперу в трёх действиях, каждое из которых состоит из нескольких сцен:
I
I — пророчество о спасении;
II — пророчество о приходе Мессии и вопрос, что это предвещает миру;
III — пророчество о рождении Христа;
IV — явление ангелов пастухам;
V — чудеса Христовы на земле.
II
I — принесение в жертву, бичевание и крестные муки;
II — смерть и воскресение Христово;
III — вознесение;
IV — Господь раскрывает свою сущность на небесах;
V — начало проповедничества;
VI — мир и его правители отвергают Евангелия;
VII — триумф Господа.
III
I — обещание искупления грехопадения Адама;
II — Судный день;
III — победа над смертью и грехом;
IV — прославление Иисуса Христа.
Кроме того, Ч. Дженненс создал несколько либретто к другим произведениям Генделя, в том числе «Саул» (1735—1739), «L’Allegro, il Penseroso ed il Moderato» (1740—1741), «Валтасар» («Belshazzar», 1744—1745) и, возможно, «Израиль в Египте» («Israel in Egypt», 1738—1739). Либретто всегда публиковались анонимно.
Хорошо разбираясь в музыке и литературе, Ч. Дженненс комментировал произведениям Генделя, добавляя исправления. В некоторых случаях Гендель был готов принять предложения Дженненса для улучшения своих композиций.